# Образовање на даљину
Образовање или учење на даљину је поље образовања које се фокусира на методе учења и технологију с циљем да кроз њих, најчешће појединачно, пренесе знање ученицима који нису физички присутни у близини наставника или у традиционалним образовним установама, као што су школа или учионица. Описује се као „процес који омогућује приступ учењу и када су извор информација и ученик одвојени у простору, времену, или и у једном и другом“. Курсеви на даљину који захтевају било какво физичко присуство настави (као на пример завршни тест), називају се хибридним или комбинованим.
Учење на даљину (енгл. Distance learning) или образовање на даљину (енгл. Distance education) јесу термини који се другачије дефинишу у појединим земљама. Образовање на даљину представља посебан начин наставног процеса у коме су наставник и ученик на физички удаљеним местима. Савремена информациона техника и технологија употпуњава назив „образовање на даљину“, јер подразумева и њихово коришћење од стране наставника и ученика. Учење се одвија путем аудио, видео и рачунарских технологија. Информациона техника укључује рачунарски хардвер-софтвер, комуникационе мреже за електронску размену између физички удаљених рачунара, уређаји, адаптери који конвертују информације (текст, слику, звук, филм) у дигитални формат.
Информациона технологија је таква технологија, да методе и средства који се примењују у прикупљању, преносу, обради, складиштењу података потпомаже процесу образовања. Све то не би било могуће без Интернета, тако да је и његова употреба неопходна за читав процес образовања на даљину. Постоји могућност похађања основне школе, средње школе, факултета, као и курсева на даљину. Малолетним ученицима је неопходна дозвола родитеља за такво образовање. Сусрет ученика/студента и наставника се дешава тек на завршном тесту/испиту. Све до тада њихова комуникација је двосмерна, која може бити асинхрона и синхрона. Асинхроно учење се обавља тако да ученик може самостално да бира садржаје и везе са другим документима према сопственом интересовању, а за интеракцију са наставником користи дискусионе групе или електронску пошту. Предност овог учења је у могућности изучавања садржаја у било које време и са било ког места, али је недостатак добијање повратне информације у одложеном времену.
Синхроно учење предвиђа присутност и активност свих актера укључујући и наставника. Повратна информација се добија у реалном времену и сви се активно укључују у решавање задатака. Овакав начин учења се препоручује као допуна асинхроном учењу. Посебна предност је свакодневна интеракција са наставником и могућност критичког преиспитивања ставова. Америчко удружење учења на даљину појам образовања дефинише као „достизање знања и вештина кроз достављене информације и упутстава применом различитих технологија и форми учења на даљину".
Већина дефиниција упућује на следеће карактеристике које су везане за учење на даљину:
- раздвојеност предавача од корисника
- институционална акредитација – програм је акредитовала или сертификовала институција или агенција
- употреба интерактивних мултимедијалних алата
- двосмерна комуникација
- могућност сусрета учесника лицем у лице – интеракција међу учесницима која подразумева учење у библиотеци или лабораторији за практични рад.

Термини који се везују за учење на даљину јесу: дописно образовање, учење од куће, независно учење, екстерно учење, самоинструкција, учење базирано на технологијама, учење у чијем центру је онај који учи, отворено учење, отворени приступ, флексибилно учење и дистрибуирано учење.

## Историјат образовања на даљину
Образовање на даљину почиње да се развија од изума штампарске машине и увођењем поштанских услуга, преко телефона, радијских емисија, филма, телевизије па све до интернета и појаве савремених техника и технологија. Све ово је утицало на методику и развој образовања на даљину. Учење на даљину је заправо старије од учења путем интернета. Овакав начин образовања је постојао и пре него што су људи знали за рачунар и интернет.
Историја учења на даљину датира још од 1728. године, када је први пут објављен оглас за такву врсту образовања. Калеб Филипс, „Teacher of new method od Short Hand“ је у часопису Бостон Газета објавио оглас у коме тражи студенте за изучавање лекција. До друге половине деветнаестог века, Универзитет у Лондону и Универзитет Веслеиан у Илиноису понудили су степен образовања на даљину, иако су курсеви стручне кореспонденције представљали највећи део учења на даљину. До 20. века, методе образовања на даљину и студијски материјали развили су висок степен ефикасности. Технолошке иновације попут телефона, радија и кретања показале су обећање као инструмент за учење на даљину. Уверен да ће један од његових изума револуционисати образовање, Томас Едисон је изјавио да ће амерички школски систем бити потпуно трансформисан „покретним сликама“. Каталог училачких филмова објављен је 1910. године. Едисонова велика очекивања за филмове као инструкцијске алатке биле су прерано, али образовање на даљину постепено је усвојило аудио-визуелне материјале у многим програмима.
Како је расла популарност за учењем на даљину тако су наилазили и проблеми. Жалбе над праксом и легитимитетом неких провајдера учења на даљину подстакле су захтеве за регулисањем таквим начином образовања. Године 1926. организовано је Национално веће за домаће студије за преглед програма учења на даљину и успостављање смерница за њихово деловање. Програми учења на даљину које управљају колеџи и универзитети акредитовали су Национално универзитетско удружење за проширење већ 1915. године. Квалитет садржаја програма учења на даљину заснован је на идентификованим стандардима.
- Први период (друга половина 19. века), обухвата дописно образовање које постаје легитимни процес образовања захваљујући појефтињењу поштанских услуга у Европи и Америци.[8][9]
- Други период везује се за крај шездесетих и почетак седамдесетих година 20. века. Тад је била у функцији употреба радија, телевизије и аудио-трака у комбинацији са традиционалним методама и облицима рада у настави. У овом периоду посебну улогу имају универзитети и институције из Велике Британије, Канаде, Јапана и Америке.
- Трећи период назива се период савременог учења на даљину јер везујемо за мултимедијалне рачунарске системе и интерактивну телевизију.[10]

Датуми који треба да се поменути када се говори о образовању на даљину су:
- 1852. године – Фонографски институт у Синсинатију, Охајо. Спроведена је стенографска обука за секретарице; оне које су положиле добиле су сертификате.
- 1858. године - Лондонски универзитет је, поред традиционалног учења, нудио и курсеве на даљину.[11][12][13]
- 1873. године – Ана Тикнор, Бостон, Масачусетс. Овај програм трајао је 24 године и користило га је око 10.000 жена свих друштвених статуса.
- 1900. године – Жене као циљна група програма учења од куће у Њујорку, преко 20.000 полазница.
- 1900. године – Марта ван Ренселер, Корнел универзитет, Њујорк. Овај програм проширивања привреде домаћинстава био је намењен женама из руралних подручја широм државе Њујорк. За пет година, програм је похађало око 20.000 полазница.
- 1996. године - У склопу програма географије у Истраживачкој станици Петница објављује се први домаћи дигитални онлајн уџбеник и креће са наставом на даљину преко интернета.
- 1996. године - Универзитет Дјук први нуди глобалне постдипломске студије у области менаџмента, комбинујући онлајн и традиционалну наставу.
- 1997. године – Милијардер Мајкл Сејлор донира 100 милиона долара за стварање бесплатног онлајн образовања на квалитетном нивоу Ајви лиге.
- 2001. године – Развијен је Мудл, виртуелна образовна средина.
- 2003. године - Почео је са радом ЛИНК систем електронског учења.
- 2003. године - 41% деце која се образују код куће учествују у учењу на даљину.
- 2005. године - Скоро 3,2 милиона студената у САД одабрало је макар један онлајн курс на универзитету.
- 2006. године - Чак 11.200 програма на колеџу у САД креирани су тако да у потпуности могу да се спроведу кроз онлајн учење.
- 2009. године – Јутјуб категорије ЕДУ представља на хиљаде бесплатних предавања и Blackboard апликацији за учење на даљину постаје доступна преко Android platforme.
- 2011. године – Учење на даљину постаје идеално решење за студенте у Британији, којима је троструко повећана школарина.
- 2011. године – 77% америчких корпорација је користило онлајн учење.
- 2012. године - Системи попут Поликома обезбеђују обучавања путем преноса уживо.
- 2013. године – Сваки други осмак се за малу матуру припрема путем платформе за учење на даљину.

### Тејлерова парадигма модела образовања на даљину приказује еволуцију кроз пет генерација са њиховим предностима и недостацима

#### Прва генерација – Модел дописивања
Модел дописивања и самостално учење користе се од друге половине деветнаестог века када дописно образовање постаје легитимно у Европи и САД. Представља најстарији облик учења на даљину. Дописне школе настају и развијају се са појавом штампе, односно са развојем поштанског система и штампане речи. Омогућавају полазницима да поштом добијају материјале за учење, као и да шаљу резултате предвиђених задатака.
Колико ће бити успешан модел дописивања директно зависи од полазника. Интеракција између полазника и предавача је спора и неостварива са осталим полазницима.
Предности писаних материјала јесу спонтаност, јер се она користи без обуке, затим пажња корисника је усредсређена на садржај, а не на медијум, лако се користи, брзина учења је променљива, ниска цена, временска независност.
Недостаци писаних материјала јесу ограничен поглед на стварност, пасивно учење, нема повратних информација.

#### Друга генерација – Мултимедијални модел
Мултимедијални модел се појављује крајем шездесетих и почетком седамдесетих година 20. века. За тај модел је карактеристична појава радија, телевизије и аудио трака, као и рачунарске дискете са дидактичким програмима, интерактивне траке, ЦД-РОМ-ови и DVD-РОМ-ови. Комбинацијом више медија истовремено као што су текст, слика, звук, видео и анимација настаје мултимедијални модел. Однос између предавача и полазника ограничен је средствима комуникације.

#### Трећа генерација – Телекомуникациони модел
Телекомуникациони модел подразумева једносмерну или двосмерну комуникацију између два или више просторно удаљена корисника у реалном времену. Предност треће генерације јесте могућност интеракције међу полазницима. Најпопуларнији облик је видео-конференција. Недостатак овог модела је што мали број институција има неопходне ресурсе.

#### Четврта генерација – Модел флексибилног учења
Овај модел учења настао је развојем интернет услуга, превасходно мултимедијалног дела интернета односно веб, чиме се образовни квалитети интернета повећавају. Кључне карактеристике модела флексибилног учења јесу интерактивност, нелинеарност и колаборација. Полазници комуницирају на различите начине.

#### Пета генерација – Модел интелигентног флексибилног учења
Модел интелигентног флексибилног учења заснован је на интернет-оријентисаној испоруци, интелигентним објектним базама и аутоматизованим системима за одзив, чиме се смањују трошкови обуке у односу на традиционалну обуку или прва три модела учења на даљину.

#### Посматрајући развој образовања на даљину са технолошког аспекта, оно је приказано кроз четири нивоа
1. Први ниво представља велики избор технологија и медија почев од читања штампаних материјала, преко радија и телевизије па до комуницирања електронском поштом и путем друштвених мрежа. Од ученика и наставника се очекују адекватне медијске и дигиталне способности у образовном процесу.
2. Други ниво приказује развој хардвера и програма почев од неумрежених рачунара коју су се користили за индивидуално учење до коришћења умрежених рачунара, веб алата, система за учење на даљину. Развој који тек следи иде у правцу друштвеног умрежавања, креирања и дељења информација на мрежи.
3. Трећи ниво је представљен је развојем традиционалних алата који подржавају наставни процес на темељу увежбавања до алата који омогућавају друштвено умрежавање и самоусмеравајуће учење.
4. Четврти ниво представља напредак медијске и дигиталне писмености, еволуцију почев од преузимања наставних материјала па до неограничене интеракције и дискусије међу полазницима курса као и индивидуално учешће у креирању садржаја за учење. Стављање ученика/студената пред изазов креирања дигиталних производа као резултата учења приближава учење оном што се дешава у стварном свету.